# Friedrich Wilhelm Gubitz
Friedrich Wilhelm Gubitz, född 27 februari 1786 i Leipzig, död 5 juni 1870 i Berlin, var en tysk träsnidare och författare.
Han ägnade sig i Berlin åt xylografin, vilken konst förnämligast genom honom och Johann Georg Unger åter kom till heders i Tyskland. 1805 anställdes Gubitz som lärare i träsnidarkonst vid kungliga konstakademien i Berlin och utbildade en mängd lärjungar. 1822 grundade han där bokaffären "Die Vereinsbuchhandlung". Som skriftställare gjorde han sig ett namn genom teaterstycken och dikter. Han skrev för tidskrifterna "Der Gesellschafter" och "Jahrbuch deutscher Bühnenspiele" (1822-55) samt för den med träsnitt försedda "Volkskalender" (1835-69).